# Ignacio Comonfort
José Ignacio Gregorio Comonfort de los Ríos född 12 mars 1812 i Amozoc, Puebla, död 3 november 1863 i Chamacuero, Guanajuato (delstat), var en mexikansk jurist, militär, politiker och landets president 1855 - 1858.
Comonfor kallas för presidenten medio sí, medio no. Han stred med Antonio López de Santa Anna och mot honom och hans tvekan blev inledningen på Guerra de Reforma, Reformkriget,  som i sin tur ledde till den franska interventionen.